# Kitesailing

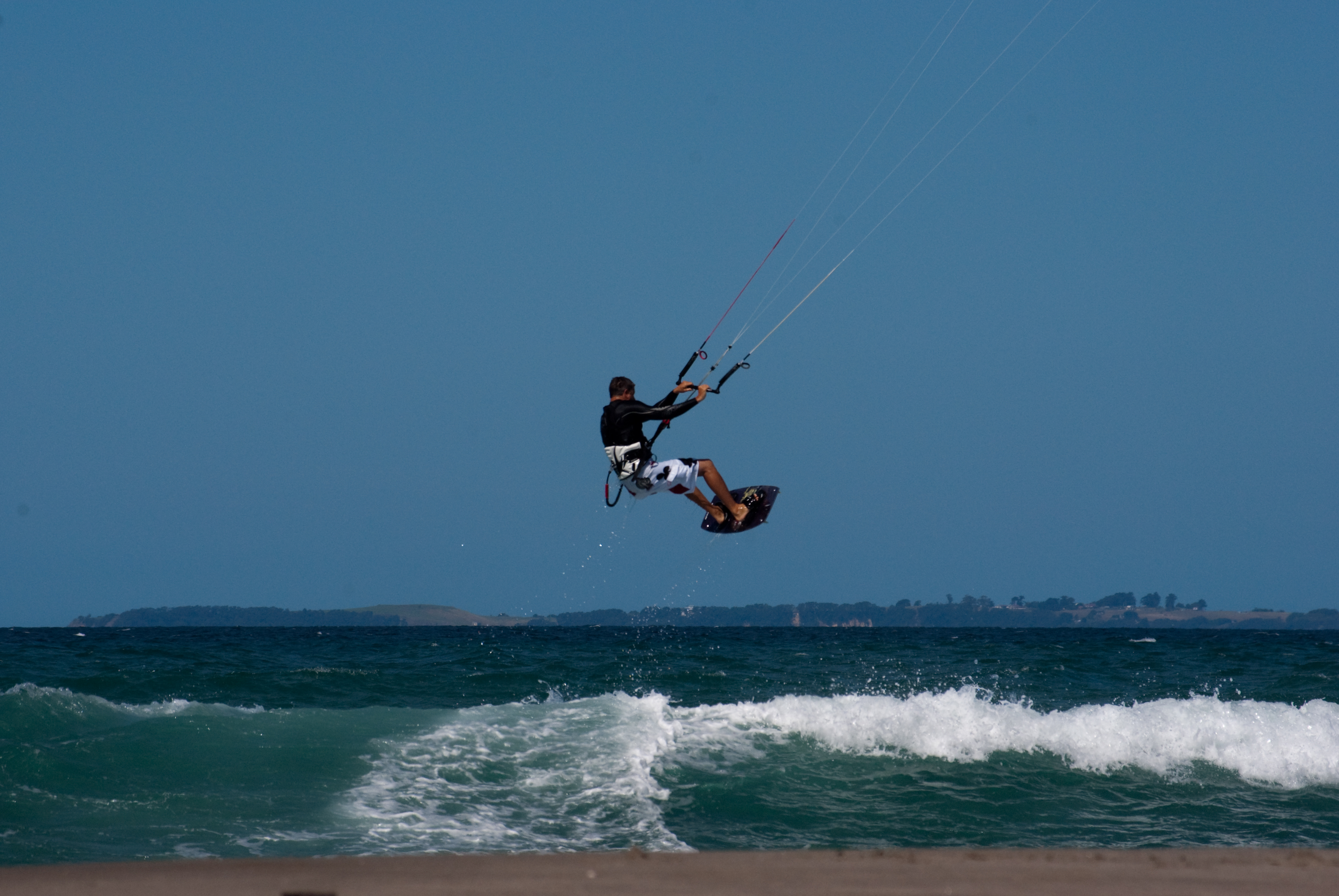
Kitesurfen in Papamoa Beach, Neuseeland

Kitesailing nennt man das Segeln mit Lenkdrachen.

## Geschichte

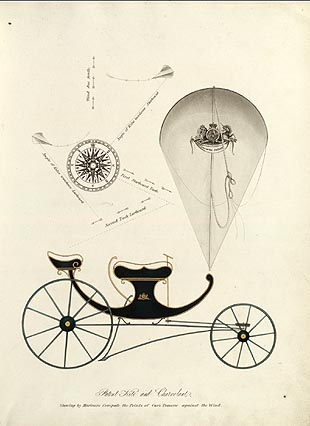
Charvolant – eine mit Drachen gezogene Kutsche

Nachdem schon 1826 ein Engländer namens George Pocock zum ersten Mal mit einem lenkbaren Bogendrachen und einer Kutsche, dem Charvolant, mit immerhin 30 km/h segelte, geriet diese Art der Fortbewegung schnell wieder in Vergessenheit.

## Entwicklung
Erst 1990 entwickelte Peter Lynn den ersten Kitebuggy.
Somit war das Kitesailing geboren und es entwickelte sich schnell weiter und verbreitete sich weltweit. Die Franzosen hatten dann die Idee, mit dem Kite und dem Surfboard auf das Wasser zu gehen, und erfanden das Kitesurfen. Somit kamen immer mehr Varianten des Kitesailings hinzu.

## Heute bekannte Formen
- Kitebuggyfahren
- Kitelandboarding
- Kitesurfen
- Snowkiting

Das Fahren mit dem Buggy gehört zu den klassischen Varianten. Der Buggy, oder offiziell Parakart, ist unterschiedlich einsetzbar. So lassen sich zum Beispiel anstelle der Räder Kufen, Ski oder Schwimmer montieren und machen das Fahren unabhängig von der Jahreszeit.
Ein Boom lässt sich momentan beim Kitesurfen beobachten. Bekannte Sportler wie Robby Naish teilen die Begeisterung für diese Sportart.